# Коронуда
Коронуда (грч. Κορωνούδα) је насељено место у општини Кукуш у периферији Средишња Македонија, Грчка. Према попису из 2021. године било је 83 становника.
Према бугарском географу и историчару, Василу Канчову, у Коронуди је 1900. године живело 360 Турака. Године 1924. турско становништво је принудно исељено у Турску а на њихово место су се населиле грчке избегличке породице из Турске. На попису из 1928. године Коронуда је имао 437 становника. Село се раније звало Арбур.